# Ceromya
Ceromya är ett släkte av tvåvingar. Ceromya ingår i familjen parasitflugor.

## Dottertaxa tillCeromya, i alfabetisk ordning[1][2]
- Ceromya aberrans
- Ceromya americana
- Ceromya amicula
- Ceromya angustifrons
- Ceromya apicipunctata
- Ceromya balli
- Ceromya bellina
- Ceromya bicolor
- Ceromya buccalis
- Ceromya capitata
- Ceromya cephalotes
- Ceromya cibdela
- Ceromya cothurnata
- Ceromya dilecta
- Ceromya dorsigera
- Ceromya dubia
- Ceromya elyii
- Ceromya femorata
- Ceromya fera
- Ceromya fergusoni
- Ceromya flava
- Ceromya flaviceps
- Ceromya flaviseta
- Ceromya glaucescens
- Ceromya grisea
- Ceromya helvola
- Ceromya hirticeps
- Ceromya invalida
- Ceromya kurahashii
- Ceromya laboriosa
- Ceromya languidula
- Ceromya laticornis
- Ceromya latipalpis
- Ceromya lavinia
- Ceromya longimana
- Ceromya longipila
- Ceromya luteicornis
- Ceromya luteola
- Ceromya maculipennis
- Ceromya magnicornis
- Ceromya mallochiana
- Ceromya mellina
- Ceromya microcera
- Ceromya monstroscornis
- Ceromya natalensis
- Ceromya nigronitens
- Ceromya norma
- Ceromya occidentalis
- Ceromya ontario
- Ceromya oriens
- Ceromya orientalis
- Ceromya palloris
- Ceromya parviseta
- Ceromya patellicornis
- Ceromya pendelburyi
- Ceromya pendleburyi
- Ceromya portentosa
- Ceromya prominula
- Ceromya pruniosa
- Ceromya pudica
- Ceromya punctipennis
- Ceromya punctum
- Ceromya rotundicornis
- Ceromya rubrifrons
- Ceromya selangor
- Ceromya silacea
- Ceromya speciosa
- Ceromya subopaca
- Ceromya unicolor
- Ceromya valida
- Ceromya varichaeta
- Ceromya xanthosoma